# Cadellia pentastylis
Cadellia pentastylis är en tvåhjärtbladig växtart som beskrevs av F. Müll.. Cadellia pentastylis ingår i släktet Cadellia och familjen Surianaceae. Inga underarter finns listade i Catalogue of Life.